# 中正公園 (臺中市北區)
24°09′28″N 120°40′53″E / 24.15778°N 120.68139°E
中正公園為臺中市的中正公園之一，為紀念蔣中正而命名，於1977年落成。位於北區學士路與崇德路之間，中國醫藥大學附設醫院對面。

## 園內公共設施
學士路上的中正公園地下停車場設有地下道與中國醫藥大學地下一樓連接。
崇德路一側設有北區國民運動中心（原中正游泳池與網球場），2017年10月正式啟用，為2019年東亞青年運動會的游泳與跳水場地。

## 交通

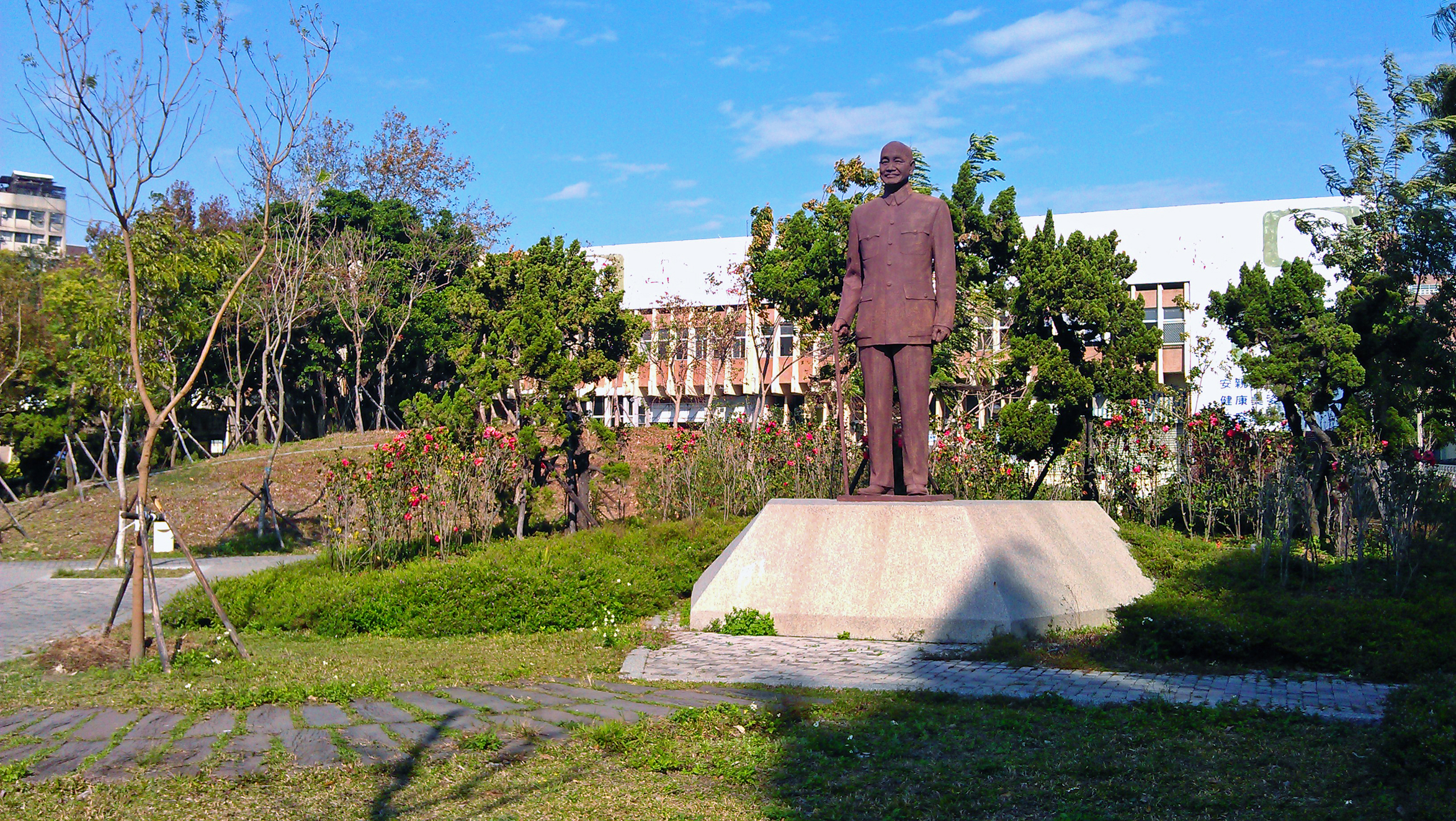
中正公園內的象徵，蔣中正銅像；後方建築為中正游泳池

台中市公車
- 中台灣客運：25
- 統聯客運：18、61、77
- 台中客運：35、131
- 東南客運：67

## 週邊介紹
- 一中商圈
- 台中中友百貨
- 臺中市中山堂
- 北區國民運動中心
- 中國醫藥大學
- 國立臺灣體育運動大學
- 國立臺中科技大學
- 國立臺中第一高級中學
- 臺中市私立新民高級中學
- 中國醫藥大學附設醫院
- 臺中市立殯儀館
- 臺中市孔廟
- 臺中市忠烈祠